# Битка код Куантана
Битка код Куантана је био морнарички сукоб у Другом светском рату, део рата на Пацифику, који се догодио северно од Сингапура, поред источне обале Малаје, близу Куантана, Паханг.

## Ситуација пред битку
Још од августа 1941. године Британци су планирали да пошаљу појачања флоти на Далеком истоку где је ратна опасност од Јапана била у константном порасту. Међутим, услед техничких потешкоћа и великих губитака, остварење овог плана није могло да се очекује пре марта 1942. године.
Неколико месеци трајао је својеврстан конфликт између Винстона Черчила и Адмиралитета Уједињеног Краљевства око правог циља ових планираних појачања. Штаб поморских снага сматрао је да појачања треба упутити у Индијски океан због све извесније угрожености Индије, док је британски председник владе мислио да су појачања неопходна Сингапуру. Пре свега мала, али брза и модерна ескадра бојних бродова с циљем да се обуздају агресивне тенденције Јапана.
Када је у октобру дошло до погоршања ситуације на Далеком истоку британски Адмиралитет је послао ка Сингапуру бојни брод Принц од Велса од 35.000 тона који је био завршен 31. марта 1941. године. 25. октобра Принц од Велса је уз пратњу разарача напустио британске воде и запловио ка Сингапуру. Убрзо након тога одлучено је да му се придружи и модернизовани бојни крсташ Рипалс од 32.000 тона саграђен још 1916. године као и носач авиона ХМС Индомитабл. На несрећу по план британског Адмиралитета ХМС Индомитабл се насукао на корални гребен код Јамајке неколико дана касније и није био у стању да настави пут ка Далеком истоку. И поред чињенице да је морао да буде на поправци, Британци нису одустајали од плана да овај носач авиона преместе у Сингапур. Међутим, с обзиром да је 3. новембра ХМС Индомитибл и даље био у близини Јамајке веома је мало вероватно да би стигао у Сингапур на време да обезбеди ваздушну подршку тамошњим снагама. Да би се то постигло било је неопходно да много пре тог датума носач авиона отплови тамо.
Командант ове планиране ескадре био је према процени Адмиралитета Уједињеног Краљевства способни адмирал сер Том Филипс (енгл. Sir Thomas Spencer Vaughan "Tom" Phillips). Док је пловио ка свом одредишту, Принц од Велса је због попуне горивом пристајао у Фритауну у Сијера Леону и Кејптауну у Јужној Африци, као и на Маурицијусу и Малдивима где је његово присуство изазвио велику пажњу.
Дана 28. новембра Принц од Велса је упловио у луку Коломба где му се следећег дана придружио бојни крсташ Рипалс.
Ова два брода упловила су у Сингапур 2. децембра 1941. године. На своје велико изненађење, британске посаде су дочекали веома безбрижни британски војници и цивили Сингапура који као да уопште нису схватали озбиљност ситуације.
Дана 5. децембра је адмирал Филипс стигао авионом у Манилу где је са америчким генералом Дагласом Макартуром и адмиралом Томасом Хартом дискутује о могућој заједничкој акцији. Адмирал Харт је пристао да четири америчка разарача пређу под команду адмирала Филипса, иако су обојца сматрали да ни Сингапур ни Манила не могу бити подесна база за савезничку флоту. Идућег дана је стигла вест да су знатне јапанске снаге упловиле у Сијамски залив. Адмирал Филипс се вратио у Сингапур 7. децембра ујутру.
Већ 5. децембра ескадра је испловила на отворено море, а бојни крсташ Рипалс је добио наређење да отплови у аустрлијску луку Дарвин, али када је 6. децембра бојни брод Принц од Велса открио јапанске конвоје у близини обала Француске Индокине Адмирал Филипс је наредио бојном крсташу да се врати у свој састав.
Дана 6. децембра и британски и авиони Холандског поморског ваздухопловства утврдили су да се заиста ради о јапанским бродовима чији је курс био ка југу. Британски извиђачки авиони су истог поподнева открили више ка северу неколико великих јапанских конвоја које су пратили многобројни јапански ратни бродови.
Савезници су још пре почетка непријатељстава са Јапаном сматрали да Јапан - уколико уопште и ступи у рат - неће истовремено напасти више од једног циља. Јапанци су их изненадили напавши у исто време Перл Харбор, Филипине, Хонгконг, Гуам, Тајланд и Малајско полуострво.
Јапански напади на северни део Малаје почели су 8. децембра ~ док је на Хавајима још увек био 7. децембар. Неколико важних аеродорома је одмах пало у руке Јапанцима или је било уништено, а јапанске трупе су се искрцале код Сингоре у јужном Тајланду и Кота Бару у североисточном делу Малаје. Примивши ове информације, адмирал Филипс је одмах сазвао састанак на коме су присуствовала оба заповедника и неколико официра са Принц од Велса и Рипалса. Што детаљније их упознао са ситуацијом и обавестио да се јапански транспортни бродови крећу у пратњи најмање једног бојног брода, шест до седам крстарица и око 20 разарача. Филипс је изнео своје мишљење да би изненадним нападом оба брода сигурно био постигнут велики успех, те је предложио да се ступи у акцију. Сви присутни официри су подржали предлог да се ступи у акцију, јер је било потпуно незамисливо да морнарица остане само посматрач у оваквој ситуацији. Обавестио је Адмиралитет Уједињеног Краљевства о својој намери. Од сингапурског ваздухопловства је тражио да ловачке авионе пребаци на северне аеродроме као и извиђање на око 150 km северно од његове ескадре 9. децембра, извиђање према Сингори од зоре 10. децембра и ловачку заштиту изнад Сингоре. Ово последње није могло бити пружено - прво због очекиваног напада на Сингапур, а као друго јер се северни аеродроми нису могли дуго одржати.
План је био веома једноставан. У праскозорје 10. децембра требало је напасти Јапанце код Сингоре и Кота Баруа који то уопште не би очекивали и ватром из укупно 52 топа великог и средњег калибра са оба велика брода разнети јапанске транспортне бродове.
Дана 8. децембра 1941. године у 17:35 часова из Сингапура је испловила ескадра названа „Одред З“ у чијем саставу је поред оба велика брода било још и четири разарача ~ „Електра“, „Експрес“, „Вемпајр“, и „Теденос“ - ради заштите од подморница. Само два разарача су била модерна, а друга два су била још из Првог светског рата. Овде треба напоменути да Филипс није предузео никакве мере ради осигурања из ваздуха, нити ради извиђања.
Чим су испловили из Сингапура овај састав је приметила једна јапанска подморница, која је о његовој пловидби одмах јавила империјалном генералштабу, али га је касније услед невремена и кише изгубила из вида. Јапански авиони из састава 22. ваздухопловне флотиле у Сајгону који су стајали у приправности за бомбардовање Сингапура добили су наређење да нападну британску ескадру. На већини авиона бомбе су биле замењене торпедима да би у зору извршили напад и бомбама и торпедима. Ескадра „Одред З“ је за то време, држећи се правца источно од Анамбаских острва пловила ка северу. Током дана, посаде оба брода су обавештене да су Јапанци успели да забележе прве успехе и да се ускоро очекује још један брзи конвој са појачањима.
Касно после подне 9. децембра време се нагло разведрило и ваздушни осматрачи на бојном броду Принц од Велса уочили су један за другим три јапанска извиђачка авиона. Филипс је, мислећи да су их Јапанци открили, и да ће склонити десантни конвој и послати авионе у напад, одустао од извршења изненадног напада и наредио својој ескадри да се врати у Сингапур. Јапански извиђачки авиони су пратили Британце изван домета њихових противавионских топова.
Адмирал Филипс је наставио пут надајући се да ће током ноћи успети да избегне извиђаче и да ће у зору ипак напасти јапански конвој.

## Битка
Негде око поноћи 10. децембра адмирал Филипс је примио извештај из Сингапура да је дошло до новог јапанског искрцавања код Куантана, далеко јужније, отприлике на пола пута између Кота Баруа и Сингапура. С обзиром да је то представљало велику опасност за Сингапур, опет мења одлуку и ескадри саопштава да ће тамо напасти Јапанце.
Показало се, међутим, да је вест о искрцавању код Кунатана била нетачна, али је адмирал, пошто из Сингапура није била послата никаква порука са исправком, остао у ишчекивању све док, убрзо након сванућа, разарач „Експрес“ није стигао у луку, где није нашао ни трага од Јапанаца. Пре него што је наставила свој пут ка југу, ескадра је провела извесно време у потрази за једним реморкером и другим малим бродовима који су раније били запажени.
Док су јапански авиони тражили британске бродове у северном подручју њиховог јучерашњег правца, британска ескадра пловила је далеко према југу у правцу Сингапура. Не успевши да пронађе британске бродове јапанска комбинована ескадрила вратила се нешто после поноћи у своје базе. Но, убрзо је једна јапанска подморница спазила и препознала „Одред З“ који је пловио ка југу. Извела је торпедни напад испаливши том приликом је испалила пет торпеда од којих ни један није погодио циљ. Британци нису чак ни приметили да си били мета јапанског напада.
У зору 10. децембра Јапанци су послали 12 извиђачких авиона, а убзо након тога и ескадрилу која је требало да изврши напад на британску ескадру - 34 бомбардера и 51 торпедни авион. Око 07:00 часова, док су се британски бродови приближавали Куантану, један јапански извиђачки авион је приметио бојни крсташ Рипалс и одмах јавио преко радија о његовом положају, док су јапански авиони летели доста далеко ка југу доспевши чак до Сингапура.
Сви јапански авиони који су се налазили у ваздуху добили су одмах наређење да крену према британским бродовима и да их нападну. Поред њих полетели су и нови таласи јапанских авиона из база. На радару Рипалса ухваћени су авиони који су се приближавали, а око 10:00 часова и посада је приметила првих десет авиона на висини од 3.000 метара. Већ око 10:15 часова почео је напад усмерен само на британски бојни брод и бојни крсташ. Стицајем чудних околности први напад је извршила једна јапанска ескадрила са веома великим ратним искуством, која је прекаљена у борбама прешла у згуснутом поретку у напад упркос јакој противавионској ватри. Док су Британци усмеравали сву своју противавионску ватру на бомбардере, изненада су се ниско појавила два јапанска авиона која су са стране летела ка британским бродовима. Очекујући торпедни напад комплетна противавионска ватра брзо је окренута ка њима но они су се повукли не избацивши торпеда. Заправо то је била јапанска варка која је одвукла пажњу британској противавионској одбрани и омогућила бомбардерском саставу да несметано изврши напад. Први на удару био је Рипалс и њега су са велике висине напали бомбардери. Бојни крсташ је био погођен једном тешком бомбом од 250 килограма, док су друге две пала у његовој непосредној близини. У поновљеном ниском нападу један од два авиона који је требало да опет заварају Британце био је оборен. Штета од бомбе није била велика јер је све испод оклопне палубе остало нетакнуто, а само је на палуби избио мањи пожар. Иако је још од када су били примећени јапански авиони „Одред З“ тражио подршку ловачких авиона, они се још увек нису појављивали.
Британци су на оба своја велика брода имали значајан број противавионских топова. бојни брод Принц од Велса имао је 16 топова калибра 133 мм и 32 противавионска калибра 40 мм а бојни крсташ Рипалс је имао шест топова од 102 мм, два од 76 мм и осам двоцевних топова од 40 мм. Са овим наоружањем, и поред јапанске ваздушне надмоћи, је могао да се направи веома добар противавионски бараж, али остаје нејасно зашто Британци нису постигли неки значајан број погодака.
У 11:30 часова дошао је други јапански талас који је био састављен од 17 торпедних авиона, који су се пре напада поделили у две групе. У то време британска формација је већ била прилично поремећена, али су се сви бродови трудили да одржавају протавионску ватру што боље. Иако поједини извештаји тврде да је у том нападу само једно торпедо погодило Принц од Велса, према штети коју је претрпео највероватније је да су га ипак погодила три торпеда. Један торпедо га је погодио у леву страну, близу крме, баш код крмене топовске куле „Y“. Други торпедо је уништио спољни пропелер на тој страни, а трећи је пробио преграде за један или два степена дуж кобилице брода све до машинског одељења „Б“. Сва три торпедна поготка су изазвала брз и неконтролисани продор воде, као и нестанак струје у задњем делу брода што је оставило брод без икакве контроле. Услед немогућности да се ова штета адекватно санира, брод је био изузетно тешко оштећен. Током напада један јапански авион се након што је избацио торпеда забио у бок овог бојног брода, док се један други сударио са бродом јер је касно променио правац у намери да изврши напад са што мање дистанце. Британски бојни брод се нагнуо на једну страну, али ипак наставио вожњу ка југу смањеном брзином. Заставним сигналима питао је Рипалс да ли је торпедован, и добио је одговор: „До сада непогођени, успели да избегнемо 19 торпеда“. И следећи напад је прошао без последица по Рипалс. Пошто су се бродови ескадре разишли у свим правцима, бојни крсташ се упутио ка адмиралском броду, претходно пославши поруку у Сингапур да су их напали бројни јапански авиони: "Непријатљески авиони бомбардују, кренуо Рипалсом ка адмиралу".
Око 11:45 часова јапански напад је био прекинут, али после кратког затишја већ у 12:22 нови талас од 12 јапанских авиона прешао је у напад. Противавионска ватра свих пет британских бродова била је несмањена, али су јапански авиони без обзира на њу нападали само велике бродове. Први торпедо је незнатно оштетио Рипалс и он је могао и даље да маневрише. Принц од Велса је био погођен са још четири узастопно бачена торпеда тако је да је беспомоћно пловио унаоколо. Рипалс је био погођен са четири торпеда од којих му је једно уништило уређај за управљање. Заповедник Рипалса, капетан бојног брода сер Вилијам Џорџ „Бил“ Тенант (енгл. William Tennant) схватио је да му је брод изгубљен и наредио је да посада изађе на палубу и напусти бојни крсташ. У свом извештају Адмиралитету Уједињеног Краљевства је поред осталог написао: „... Није било ни труна панике или кршења дисциплине. Рекао сам момцима на мосту како су се заједно са својим бродом храбро борили и пожелео им све најбоље ...“ За само неколико минута, брод се накривио за 70 степени, тако да су по палуби могли да ходају само они који су скинули ципеле. Рипалс је тако остао да практично виси скоро два минута, а затим је у 12:33 часова потонуо. 796 преживелих - међу њима капетана сер Вилијема Тенента - од 1.329 чланова посаде спасила су два разарача.
Бојни брод Принц од Велса доказао је своју много модернију и бољу конструкцију. Овај само две године стар брод није потонуо ни од шест торпедних погодака, док је 25 година старији бојни крсташ „Рипалс“ потонуо од три торпеда. Тешко оштећен и доста нагнут „Принц од Велса“ се бранио још 45 минута. Затим га је погодила још једна бомба, а онда је уз њега пристао један од разарача да преузме рањене и један део посаде, док се бојни брод лагано превртао и на крају у 13:20 часова потонуо. Спашено је било 1.285 од 1.621 члана посаде, али међу спашеним нису били командант ескадре „Форс З“ адмирал сер Том Филипс и заповедник Бојног брода Принц од Велса капетан бојног брода Џон Лич (енгл. John Leach). Последње тренутке Принца од Велса приметили су пилоти 11 британских ловаца Ф2А „Буфало“ који су најзад хитно били послати из Сингапура. Прекасно послати ови авиони су могли само да надлете поприште окончане битке јер јапански авиони су прекинули борбу и напустили бојиште.

## Последице и анализа битке
Тако се нешто после поднева завршила битка код Куантана са тешким поразом британске ескадре. Потапање оба велика британска брода ваздушним нападима изазвало је снажан утисак. Успех јапанских авиона био је тим већи што су уништили британске бродове на око 650 km удаљености од своје базе, што је представљало нечувен подвиг који дотле није постигла ни једна ваздушна снага. При том су била оборена само три јапанска авиона.
Још од ових догађаја 1941. године се у британској стручној јавности води полемика око тога зашто снагама адмирала Филипса није био послат ниједан ловачки авион из Сингапура. Најчешће се тврди да адмирал Филипс није 9. децембра обавестио о својој промени курса, пошто није хтео да се оглашава бежичном телеграфијом. Сходно томе, ујутру 10. децембра његов положај није био познат у Сингапуру све док у подне није био примљен хитан позив капетана Тенента. Тада су ловци били сместа послати, али су стигли само да присуствују потапању бојног брода Принц од Велса.
Такође, британски историчари сматрају да приликом оцењивања поступака адмирала Филипса треба истаћи да су постојали веома оправдани разлози за његову претпоставку да ће његов напад на Куантан бити ван ефикасног домета непријатељских торпедних авиона са база на обали, од којих је првенствено и страховао, и да ће се приликом повратка суочити само са на брзу руку прикупљеним далекометним бомбардерима. Раздаљина између аеродрома у Сајгону и Куантана износила је око 700 km. До тада никада није био извршен ни покушај напада торпедних авиона на толикој раздаљини.
Такође још треба нагласити да су у то време и Британци и Американци значајно потценили ефикасност Јапанаца у ваздушном ратовању.

## Сведочанство Винстона Черчила
Винстон Черчил је био потпуно збуњен и видно потресен о чему нам сведочи у својим мемоарима „Други светски рат“.
„Управо сам отварао своја досијеа 10. децембра када је зазвонио телефон поред моје постеље. Био је то први поморски лорд. Глас му је чудно звучао. Као да се накашљао и прогутао ваздух, па га испрва нисам могао сасвим јасно чути.
-Председниче, морам да вам јавим да су Јапанци потопили бродове Принц од Велса и Рипалс - мислимо авионима. Том Филипс се удавио.
-Јесте ли сигурни да је то тачно?
-Нема уопште никакве сумње.
И тако сам спустио слушалицу. Био сам захвалан случају што могу бити сам. У читавом рату нисам примио непосреднији удар. Читалац ових страница ће схватити колики су напори, наде и планови потонули са та два брода. Док сам се окретао и превртао по постељи, притискала ме је сва страхота те вести. Више није било британских или америчких бојних бродова на Индијском океану нити на Пацифику, сем америчких бродова који су преживели Перл Харбор и који су се журно враћали у Калифорнију. На свим тим пространим водама Јапан је био свемоћан, а ми свуда слаби и голоруки.
Отишао сам у Доњи дом, чим се састао тога јутра у једанаест - да му лично саопштим шта се догодило.
’Имам лоше вести да Дом, које сматрам да треба што пре да му саопштим. Брод Његовог величанства Принц од Велса и брод Његовог величанства Рипалс потопњени су док су вршили операције против Јапанца приликом њиховог напада на Малају. Засад нема никаквих појединости сем оних које су садржане у званичном јапанском коминикеу, у којем се тврди да су оба брода потопљена ваздушним нападом.
Могу додати да ћу се на идућој седници Дома користити приликом и дати кратку изјаву о општој ратној ситуацији, која је са многих становишта, и повољних и неповољних претрпела значајне промене последњих неколико дана’.“